# Апостольский нунций в Судане
Апостольский нунций в Республике Судан — дипломатический представитель Святого Престола в Судане. Данный дипломатический пост занимает церковно-дипломатический представитель Ватикана в ранге посла. Апостольская нунциатура в Судане была учреждена на постоянной основе 29 апреля 1972 года. Её резиденция находится в Хартуме.
В настоящее время Апостольским нунцием в Судане является архиепископ, назначенный Папой Львом XIV.

## История
Папа был представлен в Судане до 1969 года Апостольской делегатурой в Восточной Африке, учрежденной 3 мая 1960 года, бреве «Ео intendentes» папы римского Иоанна XXIII. Она обладала юрисдикцией в отношении следующих африканских стран: Судан, Кения, Занзибар, Танганьика, Уганда, Северная Родезия, Ньясаленд, Французское Сомали и Сейшелы. Резиденцией Апостольского делегата был город Момбаса — в Кении.
3 июля 1969 года, бреве «Sollicitudo Omnium» Папы Павла VI, Апостольской делегатурой в Восточной Африке была преобразована в Апостольскую делегатуру региона Красного моря с резиденцией в Хартуме, с юрисдикцией над Суданом, Сомали, Джибути и южной частью Аравийского полуострова. 
В 1972 году правительство Судана учредило посольство при Святом Престоле и в том же году, 29 апреля, была учреждена Апостольская нунциатура в Судане, согласно бреве «Maiores Nostri» Папы Павла VI. С 1992 года по 2004 год апостольские нунции в Судане были так же Апостольскими делегатами в Сомали. Резиденцией апостольского нунция в Судане является Хартум — столица Судана. С 2004 года Апостольский нунций в Судане, по совместительству, исполняет функции апостольского нунция в Экваториальной Эритрее.

## Апостольские нунции в Судане

### Апостольский делегат в регионе Красного моря
- Убальдо Калабрези, титулярный архиепископ Фонди — (3 июля 1969 — 29 апреля 1972 — назначен апостольским про-нунцием).

### Апостольские про-нунции
- Убальдо Калабрези, титулярный архиепископ Фонди — (29 апреля 1972 — 5 июня 1978 — назначен апостольским нунцием в Венесуэле);
- Джованни Моретти, титулярный архиепископ Вартаны — (13 марта 1978 — 10 июля 1984 — назначен апостольским нунцием в Египте);
- Луис Роблес Диас, титулярный архиепископ Стефаньяко — (16 февраля 1985 — 13 марта 1990 — назначен апостольским нунцием в Уганде);
- Эрвин Эндер, титулярный архиепископ Германии Нимидийской — (15 марта 1990 — 9 июля 1997 — назначен апостольским нунцием в Латвии, Литве и Эстонии).

### Апостольские нунции
- Марко Дино Броджи, O.F.M., титулярный архиепископ Читтадукале — (13 декабря 1997 — 5 февраля 2002 — назначен апостольским нунцием в Египте);
- Доминик Мамберти, титулярный архиепископ Сагоны — (18 мая 2002 — 15 сентября 2006 — назначен Секретарём по отношениям с государствами Государственного секретариата Святого Престола);
- Лео Боккарди, титулярный архиепископ Биттетума — (16 января 2007 — 11 июля 2013 — назначен апостольским нунцием в Иране);
- Хубертус Матеус Мария ван Меген, титулярный архиепископ Новалицианы — (8 марта 2014 — 16 февраля 2019 — назначен апостольским нунцием в Кении);
- Луис Мигель Муньос Кардаба, титулярный архиепископ Назаи — (31 марта 2020 — 23 января 2024 — назначен апостольским нунцием в Мозамбике).